# Мотт-стріт
Мотт-стріт (англ. Mott Street, кит.: 勿街) — вузька, але жвава вулиця, що тягнеться з півночі на південь у боро Манхеттена в Нью-Йорку. Неофіційною її вважають «Головною вулицею» Чайна-тауну. Мотт-стріт проходить від Блікер-стріт на півночі до Чатем-сквер на півдні. Це вулиця з одностороннім рухом, на якій рухається автотранспорт лише у південному напрямку.

## Історія

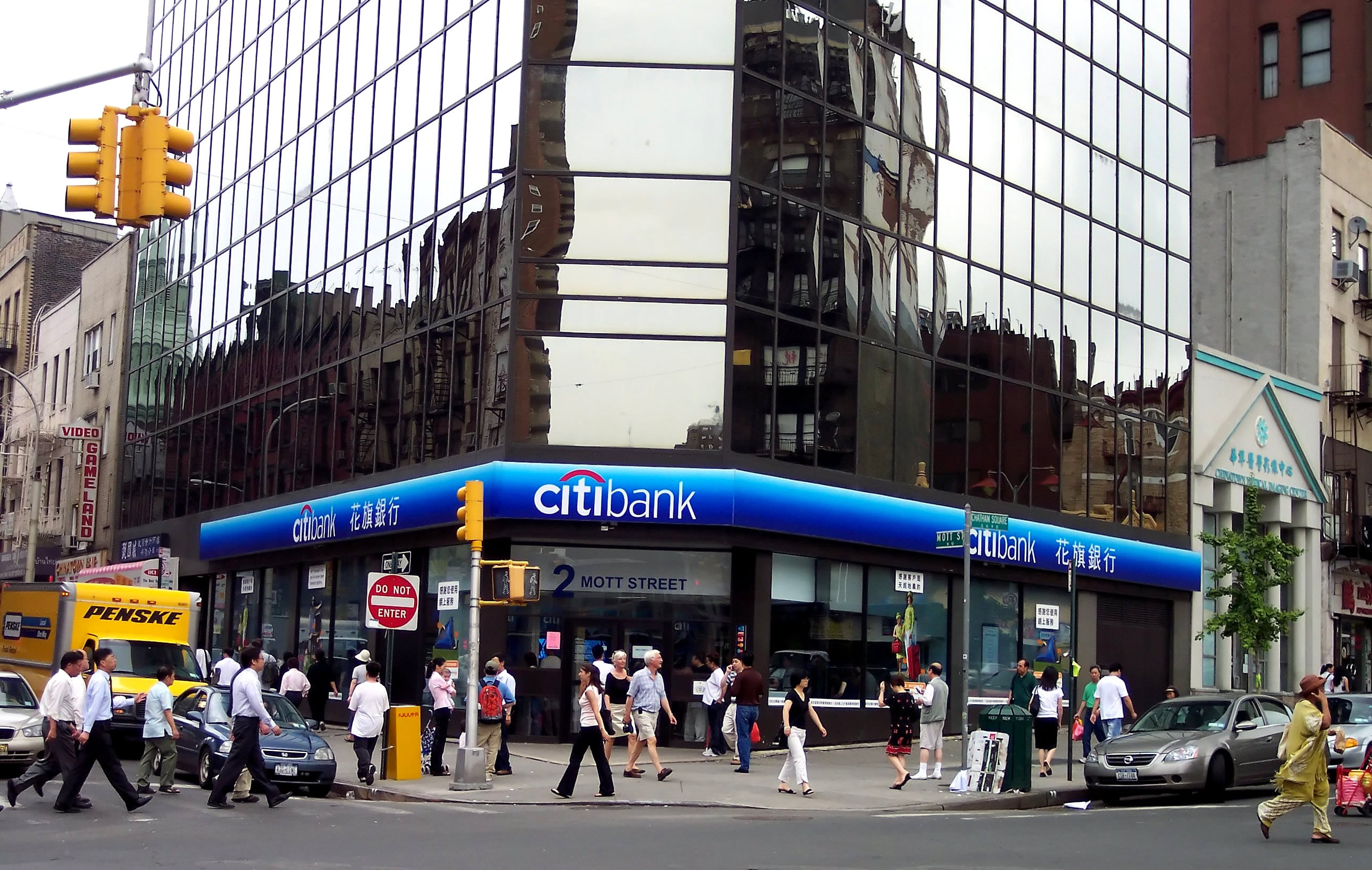
Мотт-стріт на Чатем-сквер. На передньому плані Citibank

У сучасній конфігурації Мотт-стріт існувала до середини XVIII століття. У той час вулиця Мотта проходила на схід від озера Колект. Collect Park сьогодні знаходиться в трьох кварталах на захід від Центр-стріт. Подібно до багатьох вулиць, що передували Манхеттену, Мотт-стріт петляла навколо природних особливостей ландшафту, а не пролягала крізь або над ними. Саме потреба уникати вже давно заасфальтованого Колект-Понд дала Мотт-стріт її характерний «вигин» на північний схід на Пелл-стріт.